# Hôtel Cipriani
Pour les articles homonymes, voir Cipriani.
L'hôtel Cipriani est un établissement hôtelier de luxe (cinq étoiles) ouvert en 1958 et situé sur l'île de la Giudecca, à Venise (Italie). Racheté en 2014 par le groupe Belmond (appartenant lui-même à LVMH depuis 2018), il porte désormais le nom de Belmond Hotel Cipriani.

## Histoire
Ouvert en 1958, le Cipriani est un bâtiment moderne, à la différence des autres palaces de la ville (le Danieli, le Gritti ou encore le Bauer), qui sont soit d'anciens palais, soit fortement inspirés du savoir-faire architectural vénitien (marqueterie, soie, verre de Murano). Son créateur, Giuseppe Cipriani (qui avait déjà créé en 1931 le Harry's Bar), choisit par ailleurs un endroit excentré du centre-ville, comprenant la naissance du tourisme de masse et le besoin de tranquillité que chercheraient les clients d'un hôtel de luxe. Il fait construire son établissement sur un terrain de 3 hectares qu'il possède sur l'île de la Giudecca, un endroit alors déserté et humide qui fut par le passé un chantier naval. Pour cela, il doit faire affaire avec les trois filles du comte Rupert Guinness (Patricia Boyd de Merton, Honor Channon et Brigid de Prusse), qui financent le projet et deviennent actionnaires majoritaires, obtenant par ailleurs chacune une suite qu'elles décoreront personnellement ; Giuseppe Cipriani détient alors 20 % des parts du nouvel hôtel baptisé en son nom.
En 1964, Enzo Cecconi est nommé directeur général de l'hôtel. En 1966, Giuseppe Cipriani rachète un terrain mitoyen pour faire construire une piscine chauffée de 600 m2 (33 mètres sur 13,5) donnant sur la lagune, chose inédite à Venise. Pour éviter qu'elle ne devienne trop fréquentée, Enzo Cecconi créé le « club des gabbiano » (des mouettes), rajoutant un accès payant à cette partie de l'hôtel. Ces années là, le lieu est fréquenté par nombre de personnalités, telles que Françoise Sagan, Yves Saint Laurent, Cary Grant, Claudia Cardinale ou encore Hubert de Givenchy. En 1972, Giuseppe Cipriani quitte ses fonctions tout en restant membre du comité de direction et en 1975 cède 20 % de ses parts aux trois sœurs Guinness, tout en confiant la gestion du Harry's Bar à son fils, Arrigo Cipriani. Les trois femmes vendent alors l'hôtel à James Sherwood, un homme d'affaires américain et client régulier. L'hôtel Cipriani intègre donc son groupe industriel, marquant les débuts du groupe Orient-Express Hotels Ltd. (il mène en effet le projet de relancer l'Orient-Express). Ce dernier relance d'ailleurs quelques années plus tard la ligne Londres-Paris-Venise avec un luxueux train pour transporter ses clients jusqu'à son établissement de Venise. Entre-temps en 1977, Enzo Cecconi est remplacé à la direction de l'hôtel par Natale Rusconi, qui reste en fonctions jusqu'en 2007 ; Giampaolo lui succède.
Le décor originel de l'hôtel n'existe plus, l'hôtel ayant été entièrement redécoré (notamment les trois suites des sœurs Guinness ou encore le bar initial, qui était une copie de celui du Harry's).
En 1991, le Palazzo Vendramin est rattaché à l'hôtel (racheté par le groupe Orient Express à la comtesse de Manchester). Séparé du bâtiment principal par le jardin Casanova (qui porte ce nom car c'est ici qu'il rôdait, espérant séduire les demoiselles du couvent de Zitelle situé non loin), il s'agit d'une annexe VIP.
En 1996 a lieu une polémique : Arrigo Cipriani, qui avait échoué dans les années 1970 à racheter l'hôtel à la famille Guinness, souhaite ouvrir à New York avec son fils (qui s'appelle également Giuseppe) un hôtel Cipriani à New York. James Sherwood étant propriétaire du nom, ils doivent donc rebaptiser leur établissement « Downtown Cipriani ». Une autre affaire naît en 2004 avec l'ouverture à Londres, sur Davies Street, d'un autre hôtel dont le nom pose problème par le père et le fils ; un juge les condamne à verser un dédommagement de 8 millions d'euros mais les Cipriani se mettent alors en position d'insolvabilité.
En 2014, l'hôtel est renommé Belmond Hotel Cipriani après le changement de nom de groupe Orient-Express Hotels par Belmond Ltd. En avril de la même année, l'hôtel ouvre le restaurant Oro, décoré par Adam Tihany. En décembre 2015, il obtient une étoile au guide Michelin.

## Clients célèbres
Du fait de sa proximité avec le Lido (même s'il faut emprunter le bateau), où a lieu la Mostra de Venise, l'hôtel Cipriani a vu séjourner de nombreuses célébrités du monde du spectacle depuis sa fondation, comme Sophia Loren, Catherine Deneuve, Vanessa Redgrave, Charlize Theron, Ben Affleck, George Clooney, Richard Burton et Elizabeth Taylor, Yves Saint Laurent, Hélène Rochas, Jean Cocteau, Sharon Stone, Larry Gagosian, Angelina Jolie et Brad Pitt, François-Henri Pinault et Salma Hayek, Hubert de Givenchy, Lady Diana, Keith Richards, Paul McCartney, Steven Spielberg, Tom Hanks, Martine Carol, Cary Grant ou encore Ingrid Bergman et Roberto Rossellini. Plusieurs personnalités politiques y ont également dormi, comme Jimmy Carter, Mikhaïl Gorbatchev, Rania de Jordanie, Valéry Giscard d'Estaing, François Mitterrand ou Jacques Chirac. En juin 1987, lors du sommet du G7, les participants (dont Ronald Reagan et Margaret Thatcher) posent devant les photographes dans le jardin de l'hôtel.